# Milagros (Burgos)
Milagros (zu Deutsch: Wunder) ist ein Ort und eine Gemeinde (municipio) mit 418 Einwohnern (Stand: 2024) im Zentrum der Provinz Burgos in der Autonomen Gemeinschaft Kastilien und León. Milagros liegt in der Comarca und der Weinbauregion Ribera del Duero.

## Lage und Klima
Die Gemeinde Milagros liegt etwa 85 Kilometer südlich der Provinzhauptstadt Burgos in einer Höhe von ca. 848 m. In Nord-Süd-Richtung führt die Autovía A-1 durch die Gemeinde. Der Río Riaza fließt nahezu quer davon durch die Gemeinde. Das Klima ist gemäßigt bis warm; Regen (ca. 464 mm/Jahr) fällt übers Jahr verteilt.

## Bevölkerungsentwicklung
| 1910 | 1930 | 1950 | 1970 | 1991 | 2001 | 2011 | 2017 |
| ---- | ---- | ---- | ---- | ---- | ---- | ---- | ---- |
| 856  | 802  | 739  | 695  | 474  | 448  | 512  | 459  |

## Wirtschaft
Die Region ist seit Jahrhunderten von der Landwirtschaft geprägt.

## Sehenswürdigkeiten
- Kirche von Milagros
- Ruinen von Valdeherreros

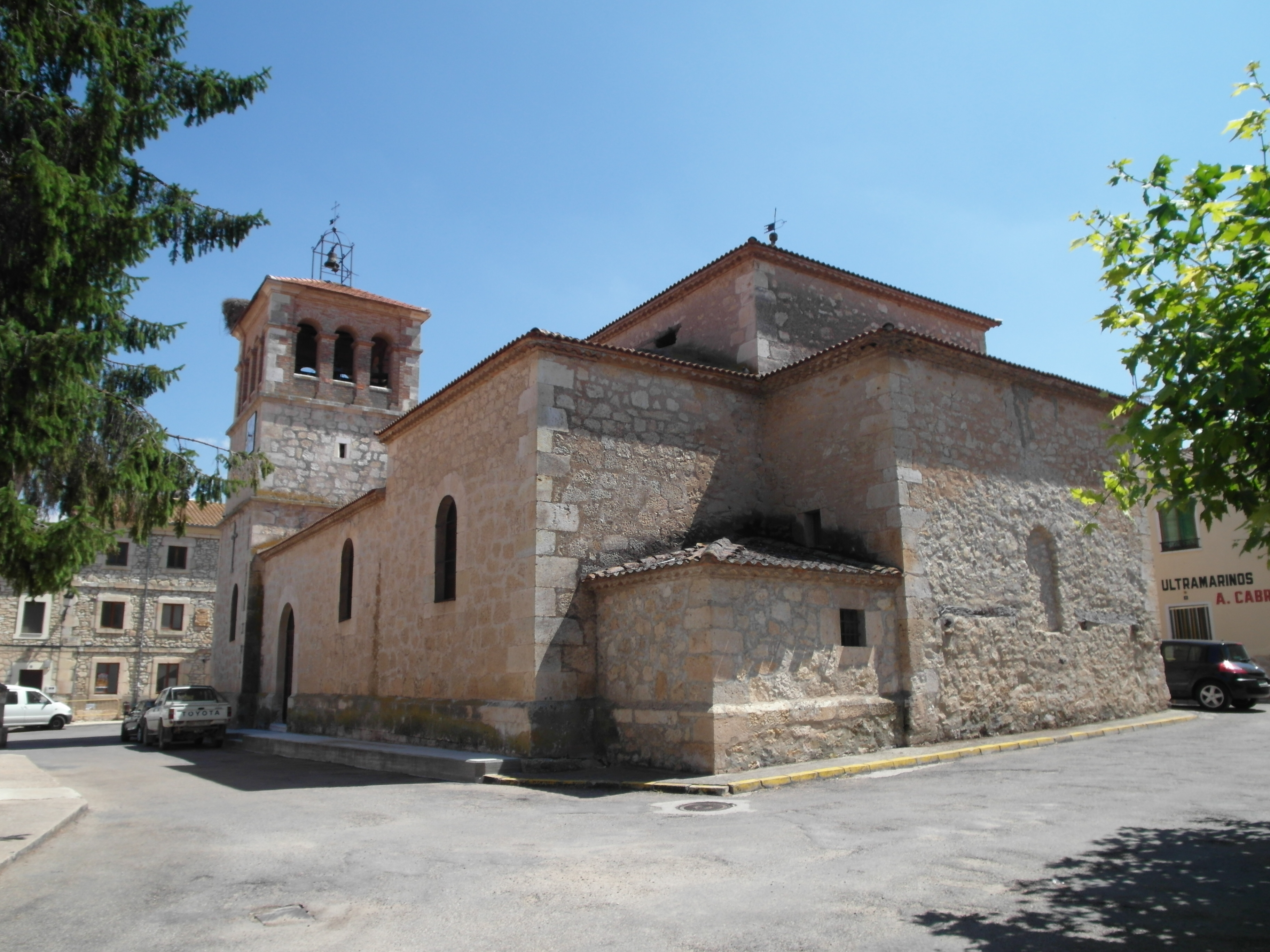
Kirche
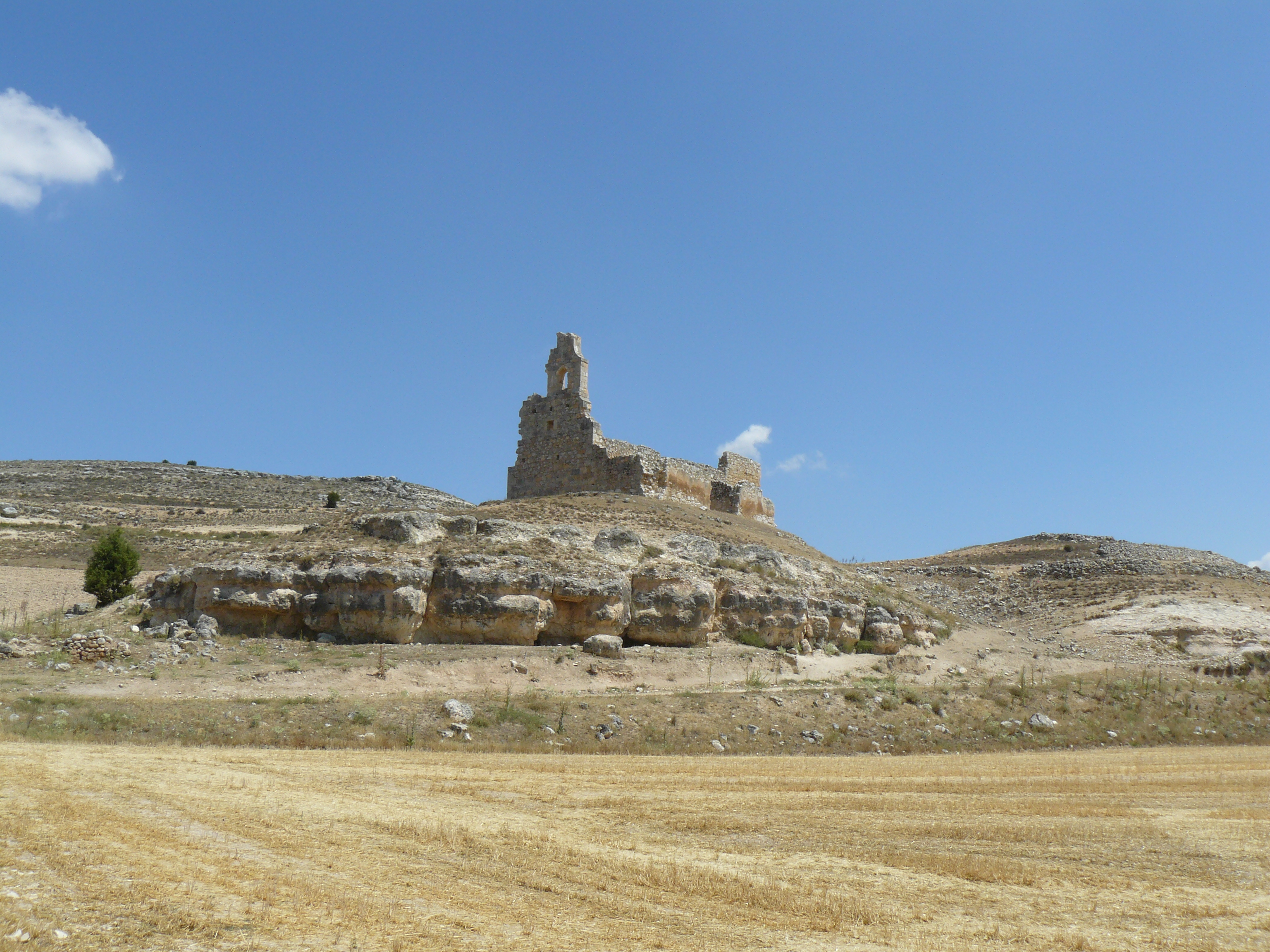
Ruinen von Valdeherreros

## Persönlichkeiten
- José Vela Zanetti (1913–1999), Wandmaler
- Mariano Moreno García (1938–2023), römisch-katholischer Ordensgeistlicher, Prälat von Cafayate in Argentinien